# Lolita Torres
 (décembre 2019).
Si vous disposez d'ouvrages ou d'articles de référence ou si vous connaissez des sites web de qualité traitant du thème abordé ici, merci de compléter l'article en donnant les références utiles à sa vérifiabilité et en les liant à la section « Notes et références ».
Pour les articles homonymes, voir Torres.
Lolita Torres, de son vrai nom Beatriz Mariana Torres Iriarte, née le 26 mars 1930 à Avellaneda et morte le 14 septembre 2002 à Buenos Aires, est une actrice et chanteuse argentine.

## Biographie

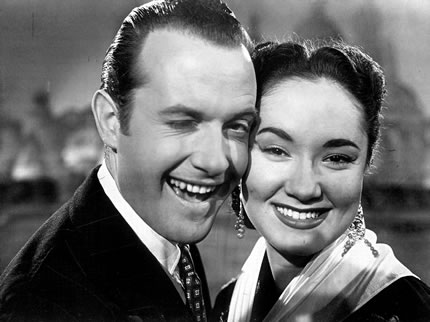
Lolita Torres et Ricardo Passano

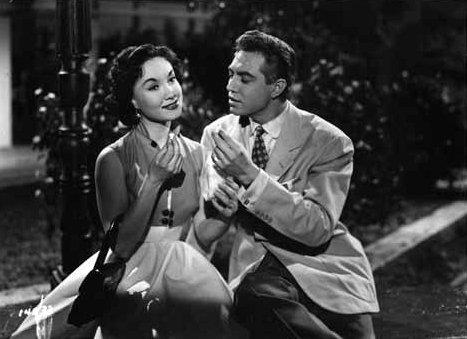
Lolita Torres et Alberto Dalbes

Elle est la mère de Diego Torres.

## Filmographie
- 1956 : Amor a primera vista de Leo Fleider : Matilde Alvarezza / Carlitos